# Shōji Satō
Shōji Satō (佐藤 ショウジ?, Satō Shōji; ...) è un fumettista giapponese.
Conosciuto come autore di manga hentai e non, realizzò molte dōjinshi con lo pseudonimo Satou Inazuma (INAZUMA佐藤?) ed è gestore di un gruppo di mangaka di genere hentai chiamato Digital Accel Works (デジタルアクセルワークス?, Dejitaru Akuseru Wākusu).
Fu l'assistente di Koshi Rikdo, autore di Excel Saga.

## Opere
- Futari Bocchi Densetsu, 2004
- Highschool of the Dead, (2006-2011, 2013)[2] (illustratore)
- Triage X (2009-in corso)[3]
- Fire Fire Fire (2008-2010)
- Fire Fire Fire: Black Sword (2013-2014)
- Unreal sundown (one-shot)
- Unreal sunshine (one-shot)
- Magical Girl Howling Moon (2020-in corso)(illustratore)

### Opere hentai
One-shot pubblicati per la maggior parte sulla rivista Comic Hotmilk e su Comic X-Eros.
- Nansupo (なん✩スポ?) (dicembre 2007)
- That Beautiful Young Girl Has XX (その美女××につき?) (settembre 2008)
- THE MILK CUP! (marzo 2009)
- OPEN WATER! (settembre 2009)
- Hataraku Oyomesan (marzo 2010)
- Semen High (ottobre 2013)